# Upplands runinskrifter 623
Upplands runinskrifter 623 är en vikingatida runsten av granit i Jursta, Bro socken och Upplands-Bro kommun. Runstenen är cirka 1,4 meter hög och 1,3 meter bred. Runhöjden är 7-8 centimeter. Stenen är helt oskadad. Inskriften ska troligen tolkas som att Gyrid varit gift med Vifast och att hon tillsammans med deras söner, Sigvid och Sigfast, rest stenen till Vifasts minne.

## Inskriften
Translitterering av runraden:
kuriþ · auk ' sikuiþr ' auk sikfast ' raistu ' stin ' aftiʀ ' uifast ' faþur ' sin '
Normalisering till runsvenska:
Gyrið ok Sigviðr ok Sigfastr ræistu stæin æftiʀ Vifast, faður sinn.
Översättning till nusvenska:
Gyrid och Sigvid och Sigfast reste stenen efter Vifast, sin fader.